# Лазар Самарджич
Лазар Самарджич (нім. Lazar Samardžić, нар. 24 лютого 2002, Берлін, Німеччина) — сербський футболіст, вінгер італійського «Удінезе».
На правах оренди грає в клубі «Аталанта».

## Клубна кар'єра
Лазар Самарджич народився у Берліні у сербській родині переселенців з Баня-Лука. Футболом починав займатися з десятирічного віку у футбольній школі столичної «Герти». Починав грати у дублі «Герти». 22 травня 2020 року у берлінському дербі проти «Уніона» Самарджич дебютував у німецькій Бундеслізі.
У вересні 2020 року футболіст підписав п'ятирічний контракт з клубом «РБ Лейпциг».
У серпні 2021 року за три мільйони євро став гравцем італійського «Удінезе».
Влітку 2024 року Лазар Самарджич на правах оренди до кінця сезону перейшов до складу «Аталанти», разом з якою брав участь в ліговому етапі Ліги чемпіонів.

## Збірна
У травні 2019 року Лазар Самарджич у складі юнацької збірної Німеччини (U-17) брав участь у європейській першості для гравців віком до 17-ти років.
В 2023 році Лазар Самарджич прийняв запрошення Федерації футболу Сербії і 24 березня 2023 року у матчі кваліфікації до Євро - 2024 проти команди Литви дебютував у складі національної збірної Сербії.
Влітку 2024 року Самарджич брав участь у фінальній частині Чемпіонату Європи 2024 року у Німеччині.